# Моховое (озеро, Куйбышевский сельский округ)
Моховое (каз. Моховое) — озеро в Кызылжарском районе Северо-Казахстанской области Казахстана. Находится на территории Куйбышевского сельского округа в 22 км к юго-западу от села Архангельское и в 6 км к северо-западу от села Боголюбово у границы с Мамлютским районом.
По данным топографической съёмки 1940-х годов, площадь поверхности озера составляет 1,25 км². Наибольшая длина озера — 1,8 км, наибольшая ширина — 0,8 км. Длина береговой линии составляет 4,8 км, развитие береговой линии — 1,2. Озеро расположено на высоте 133,4 м над уровнем моря.
Озеро входит в перечень рыбохозяйственных водоёмов местного значения.